# 千疊敷站 (長野縣)
千疊敷站（日语：／ Senjōjiki eki */?），位於長野縣駒根市中央阿爾卑斯觀光駒岳空中索道的索道鐵路車站，為日本海拔最高車站（包含索道系統），海拔2612公尺。本站並設有千疊敷飯店。

## 車站周邊
- 木曾駒岳
- 寶劍岳（日语：宝剣岳）
- 千疊敷冰斗（日语：千畳敷カール）

## 相鄰車站
中央阿爾卑斯駒岳空中索道
駒岳空中索道
（終點） 千疊敷－白檜平（しらび平駅）